# Jerónimo Costa
Jerónimo Costa o Gerónimo Costa (Buenos Aires, 1808 - Villamayor, Marcos Paz, provincia de Buenos Aires, 2 de febrero de 1856) fue un militar argentino, destacado coronel de infantería del ejército de Juan Manuel de Rosas, que fue ejecutado sin juicio previo después de una derrota frente al ejército de la provincia de Buenos Aires, en la época en que ésta estaba separada del resto de la Confederación Argentina.

## Biografía
Se incorporó al ejército de su provincia para la guerra contra el Imperio del Brasil, y peleó en la batalla de Ituzaingó. Era jefe de la escolta del gobernador Manuel Dorrego en el momento en que este fue derrocado, y se negó a entregar el Fuerte de Buenos Aires al usurpador Juan Lavalle, por lo que fue arrestado durante meses.
En 1831 hizo la campaña contra la Liga Unitaria del Interior, y después la campaña al desierto dirigida por Rosas en 1833.

## La defensa de Martín García

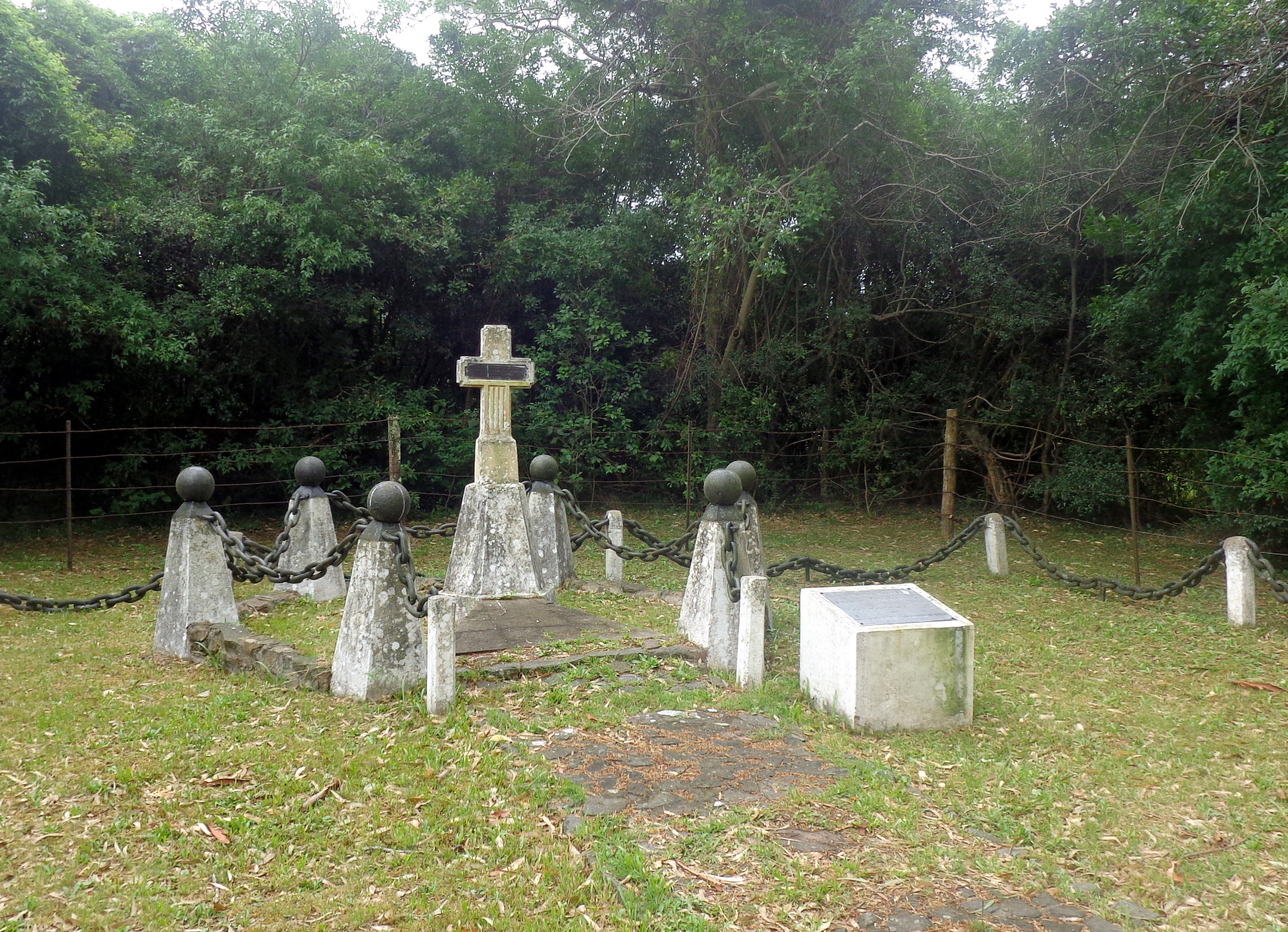
Isla Martín García, Monumento al teniente coronel Jerónimo Costa.

Desde 1835 hasta 1843 fue el jefe del Regimiento de Patricios.
En 1838 se produjo el bloqueo francés al Río de la Plata. Al mando de la estratégica isla Martín García fue nombrado el coronel Costa. En octubre de ese año, la escuadra francesa se presentó frente a la isla y exigió rendición, a lo que Costa se negó. Comenzó entonces un fuerte bombardeo que duró todo un día.
Al día siguiente, una fuerza formada por 250 franceses y 150 uruguayos colorados desembarcó en la isla. La resistencia de infantería y artillería que le opusieron los soldados de Costa y su segundo, Juan Bautista Thorne, fue brillante, a pesar a contar con sólo 100 hombres e inferior armamento.
A pesar del valor demostrado, después de dos horas fueron tomados prisioneros. Conducidos a Buenos Aires, fueron puestos en libertad, al decir del comandante invasor, 

"...en honor a la valentía que han mostrado, y por la increíble actividad y los talentos militares del bravo coronel Costa."

## Campañas en el Litoral
A órdenes del gobernador entrerriano Pascual Echagüe hizo la campaña al Uruguay, peleando en la batalla de Cagancha. De regreso luchó en las batallas de Don Cristóbal y Sauce Grande contra Lavalle. Cuando este invadió la provincia de Buenos Aires (y pronto se retiró hacia el norte), acompañó al expresidente uruguayo Manuel Oribe y a su segundo, Ángel Pacheco, en la persecución del jefe unitario. Fue el jefe de la mayor parte de la infantería federal en las batallas de Quebracho Herrado, San Cala y Rodeo del Medio, del año 1841, que significaron el final de la Coalición del Norte.
A órdenes de Oribe hizo la campaña contra Juan Pablo López en Santa Fe, y fue el jefe de la infantería vencedora en la batalla de Arroyo Grande, en que cayó derrotado Fructuoso Rivera. A partir de 1843 se unió al sitio de Montevideo por las tropas de Oribe. Sus hombres no pudieron forzar el sitio, y terminaron trabajando en los saladeros y en las quintas de los alrededores de la ciudad.
Cuando, en 1851, el general Justo José de Urquiza se lanzó a terminar con el bloqueo, Costa intentó hacerle frente, pero las divisiones uruguayas se pasaron al entrerriano. Volvió a Buenos Aires, pero el barco inglés que debía transportar a sus tropas se negó a hacerlo, y éstas fueron incorporadas a la fuerza en el ejército de Urquiza. El 3 de febrero de 1852 participó en la batalla de Caseros del lado del derrotado Rosas, y emigró con él a Inglaterra.
A mediados de 1852 regresó a Montevideo; curiosamente, se exilió en la misma ciudad a la que no había podido conquistar, defendida casi exclusivamente por otros exiliados, anteriores a él. En agosto de ese año, cuando el general Urquiza intervino el gobierno de Buenos Aires, fue puesto al mando de la Guardia Nacional de Infantería.

## Contra el Estado de Buenos Aires
El 11 de septiembre, pocos días después de la salida de Urquiza, los unitarios coparon la ciudad, sin que Costa se opusiera ni se uniera a ellos. En noviembre, el coronel Hilario Lagos, jefe del ejército de campaña, se levantó contra el gobierno unitario del llamado Estado de Buenos Aires, y puso sitio a la capital. Costa se unió a él, y mandó la infantería en la batalla de San Gregorio, cerca de Chascomús, con la que fue derrotado el intento más serio de enfrentar a los sitiadores. Urquiza ascendió al grado de general a Lagos y a Costa.
Pero el sitio se hizo interminable, por la superioridad naval y financiera de los porteños. Cuando la primera fue anulada por una victoria federal, salió a relucir la segunda: el jefe de la flota federal, un norteamericano llamado Coe, fue sobornado y entregó toda la flota; enseguida ofrecieron el mismo soborno a muchos oficiales, por lo que el sitio tuvo que ser levantado.
A principios de 1854, Lagos hizo un intento de invasión, pero fracasó y se retiró sin pelear. En noviembre de ese mismo año, una nueva división al mando de Costa entró desde Rosario con sólo 600 hombres, esperando poder unir voluntarios. Pero antes de que eso se produjera fue derrotado en la Batalla de El Tala por el general Manuel Hornos.
El tercer intento fue realmente descabellado: en diciembre de 1855, el general José María Flores invadió la provincia de Buenos Aires por Ensenada, mientras Costa desembarcaba en Zárate, en el norte de la provincia, con menos tropas aún.
Aún antes de la invasión, al saber que se proyectaba, el gobernador Pastor Obligado (ex partidario de Rosas) había dictado la pena de muerte para todos los oficiales implicados. Para no tener que respetarlos como a enemigos, simplemente los declaró bandidos. Más tarde, Domingo Faustino Sarmiento y Bartolomé Mitre usarían ese sistema en casi todas las guerras civiles después de la batalla de Pavón, de 1861 a 1875: los enemigos pasaban a ser bandoleros, y se los podía ejecutar sin juicio previo.
Flores fracasó rápidamente, pero Costa logró avanzar hasta Luján. Allí tuvo la oportunidad de retroceder hacia Santa Fe, pero inexplicablemente esquivó a sus perseguidores y se dirigió al actual partido de Marcos Paz. Allí fue alcanzado por el ejército del coronel Emilio Conesa y derrotado en la batalla de Villamayor. Sus oficiales se rindieron después de una inútil resistencia, pero no se tuvo en cuenta la rendición: fueron desarmados y muertos.
Costa y otros pocos fueron tomados prisioneros, sólo para ser fusilados al día siguiente.

## Genealogía
Jerónimo Costa fue hijo de Juan Antonio Costa Núñez y Sabina Villagra y Morales.
Su abuelo, Gabriel Coste, nacido el 11 de julio de 1740 en Collonges-la-Rouge de  Corrèze, Francia, emigró a Argentina y después de españolizado su nombre, se casó el 13 de octubre de 1772 con Juana Núñez Sinforosa María de la Torre.
Entre sus sobrinos se contó José A. Terry, que fue ministro de Hacienda de tres presidentes argentinos.

## Homenajes
En el año 2007 el Ejército Argentino como homenaje institucional resolvió imponer el nombre "General Gerónimo Costa" al Regimiento de Infantería Mecanizado 24, unidad táctica con asiento de paz en la guarnición militar de Río Gallegos.